# Bert Lytell
Bert Lytell (24 de febrero de 1885 – 28 de septiembre de 1954) fue un actor teatral, cinematográfico y televisivo de nacionalidad estadounidense, cuya carrera destacó en la época del cine mudo.

## Biografía
Bertram Lytell nació en Nueva York, hijo y nieto de actores, y siendo su hermano menor el también actor Wilfred Lytell (1891–1954). Como actor teatral, trabajó con Marie Dressler en 1914 en la obra  A Mix-up, representada en el circuito de Broadway. Actuó también en el género del vodevil en los años 1920 con un show en un acto, The Valiant.
Como actor cinematográfico, Lytell fue sobre todo activo en los años del cine mudo, participando en 49 producciones estrenadas entre 1917 y 1927, protagonizando cintas románticas, melodramáticas y de aventuras. Solamente hizo cinco primeros papeles en el cine sonoro, el primero en la película de 1928 On Trial (de Archie Mayo, con Pauline Frederick), y el último en 1931 en The Single Sin (de William Nigh, con Kay Johnson).
Entre las actrices con las que trabajó figuran Betty Compson, Alice Lake, Barbara La Marr, May McAvoy, Irene Rich, Rosemary Theby, Virginia Valli, Lois Wilson y Claire Windsor, siendo esta última su segunda esposa, estando casado con ella desde 1925 a 1927. Habían empezado a salir antes de que él se divorciara de su primera esposa, otra actriz, Evelyn Vaugh, con la que había contraído matrimonio en 1910 y se divorciaron en 1924, lo que fue comentado en las columnas de chismes de la prensa.
Sin embargo, y como muchas otras estrellas del cine mudo, la carrera de Lytell se fue abajo tras la llegada del cine sonoro. Tras retirarse del cine, prosiguió como actor teatral. Actuó en Broadway hasta el año 1946, trabajando con actores de la talla de Kirk Douglas, Ruth Gordon, Otto Preminger y Margaret Sullavan. En 1941 formó parte de la comedia musical Lady in the Dark, pieza protagonizada por Gertrude Lawrence.
En sus últimos años Lytell fue también actor televisivo, medio para el cual trabajó entre los años 1948 y 1953, interviniendo en seis series televisivas, entre ellas Tales of Tomorrow.
Lytell fue presidente del famoso club de actores The Lambs entre 1947 y 1952, siendo considerado como un Immortal Lamb. Por su contribución a la industria del cine, se le concedió una estrella en el Paseo de la Fama de Hollywood, en el 6417 de Hollywood Boulevard.
Bert Lytell falleció en 1954 en la ciudad de Nueva York, a causa de complicaciones surgidas tras ser sometido a una cirugía. Sus restos fueron incinerados. Su hermano Wilfred había muerto dieciocho días antes.

## Teatro
- 1914-1915 : A Mix-up, de Parker A. Lord, con Marie Dressler
- 1917 : If, de Mark Swan
- 1917 : Mary's Ankle, de May Tully
- 1928-1929 : Brothers, de Herbert Ashton Jr.
- 1931-1932 : A Church Mouse, de Ladislas Fodor, con Ruth Gordon
- 1933 : Bad Manners, de Dana Burnet y William B. Jutte, con Margaret Sullavan
- 1934-1935 : The First Legion, de Emmet Lavery, con Charles Coburn y Pedro de Cordoba (+ productor)
- 1939-1940 : Margin for Error, de Clare Boothe Luce, escenografía de Otto Preminger, con Leif Erickson, Sam Levene y Otto Preminger
- 1940 : Return Engagement, de Laurence Riley, con Mady Christians y Alex Nicol
- 1941-1942 : Lady in the Dark, de Kurt Weill, Ira Gershwin y Moss Hart, escenografía de Moss Hart y Hassart Short, con Gertrude Lawrence, Macdonald Carey, Danny Kaye, Victor Mature y Natalie Schafer
- 1945 : The Wind Is Ninety, de Ralph Nelson, con Wendell Corey, Kirk Douglas y Blanche Yurka
- 1946 : I Like It Here, de A.B. Sheffrin

## Selección de su filmografía

### Cine
- 1917 : The Lone Wolf, de Herbert Brenon
- 1918 : No Man's Land, de Will S. Davis (+ guion)
- 1918 : The Trail to Yesterday, de Edwin Carewe
- 1918 : Hitting the High Spots, de Charles Swickard (+ guion)
- 1918 : Boston Blackie's Little Pal, de E. Mason Hopper
- 1919 : The Lion's Den, de George D. Baker
- 1919 : Easy to Make Money, de Edwin Carewe
- 1919 : Lombardi, Ltd., de Jack Conway
- 1920 : The Right of Way, de John Francis Dillon
- 1920 : The Price of Redemption, de Dallas M. Fitzgerald
- 1920 : The Misleading Lady, de George Irving y George Terwilliger
- 1921 : Alias Ladyfingers, de Bayard Veiller
- 1922 : To Have and to Hold, de George Fitzmaurice
- 1922 : The Right That Failed, de Bayard Veiller
- 1922 : Kick In, de George Fitzmaurice
- 1923 : Rupert of Henzau, de Victor Heerman
- 1923 : The Meanest Man in the World, de Edward F. Cline
- 1923 : La Ciudad Eterna, de George Fitzmaurice
- 1924 : A Son of the Sahara, de Edwin Carewe
- 1924 : Born Rich, de William Nigh
- 1925 : The Boomerang, de Louis Gasnier
- 1925 : Never the Twain Shall Meet, de Maurice Tourneur
- 1925 : Eve's Lover, de Roy Del Ruth
- 1925 : Lady Windermere's Fan, de Ernst Lubitsch
- 1926 : The Lone Wolf Returns, de Ralph Ince
- 1926 : La modelo de París (That Model from Paris), de Louis Gasnier
- 1927 : The First Night, de Richard Thorpe
- 1927 : Alias the Lone Wolf, de Edward H. Griffith
- 1928 : On Trial, de Archie Mayo
- 1929 : The Lone Wolf's Daughter, de Albert S. Rogell
- 1930 : Brothers, de Walter Lang
- 1930 : The Last of the Lone Wolf, de Richard Boleslawski
- 1931 : The Single Sin, de William Nigh
- 1931 : The Stolen Jools, de William C. McGann
- 1936 : Along Came Love (director)
- 1936 : I'd Give My Life, de Edwin L. Marin (productor asociado)
- 1943 : Stage Door Canteen, de Frank Borzage

### Televisión
- 1948-1949 : The Philco Television Playhouse
  - Temporada 1, 45 episodios
- 1951 : Tales of Tomorrow
  - Temporada 1, episodio 3 A Child Is Crying, de Don Medford
- 1952-1953 : Broadway Television Theatre
  - Temporada 2, episodio 14 I Like It Here (1952)
  - Temporada 3, episodio 5 Janie (1953)

## Galería fotográfica

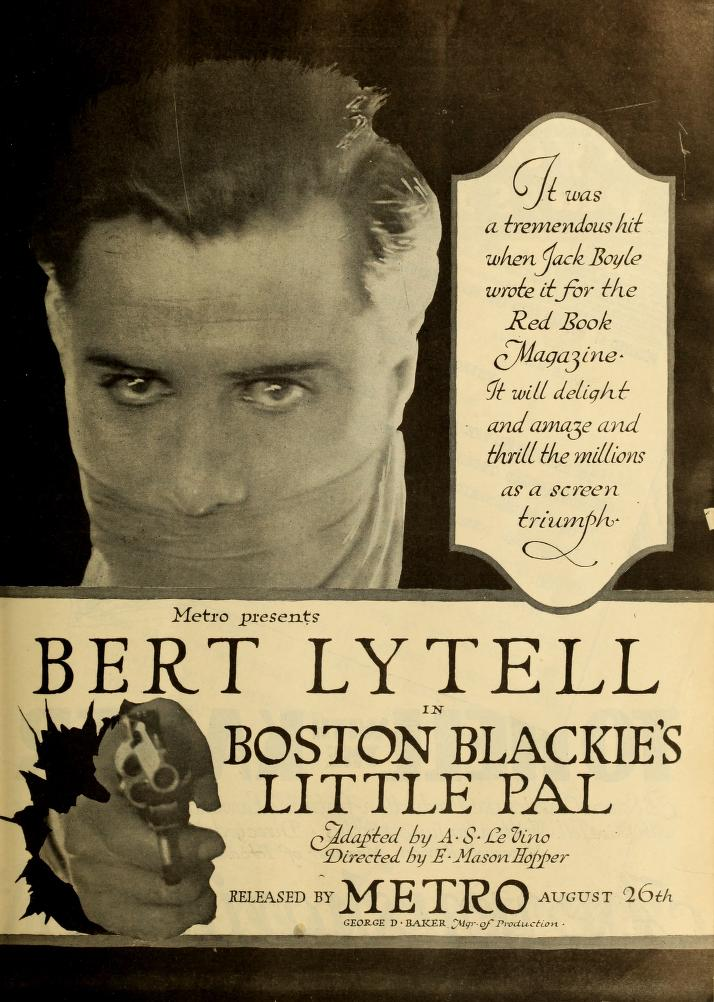
Boston Blackie's Little Pal (1918)
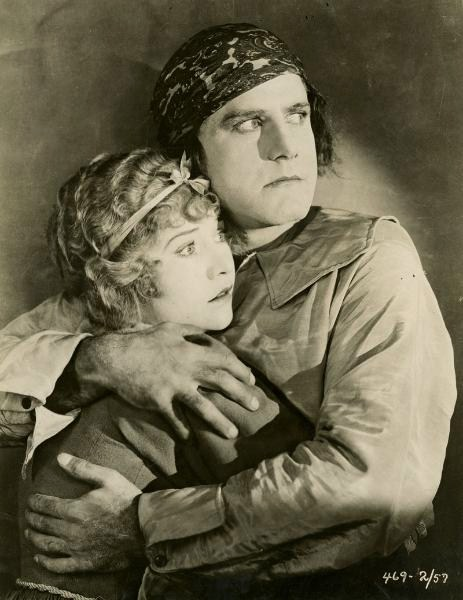
Con Betty Compson en To Have and to Hold (1922)
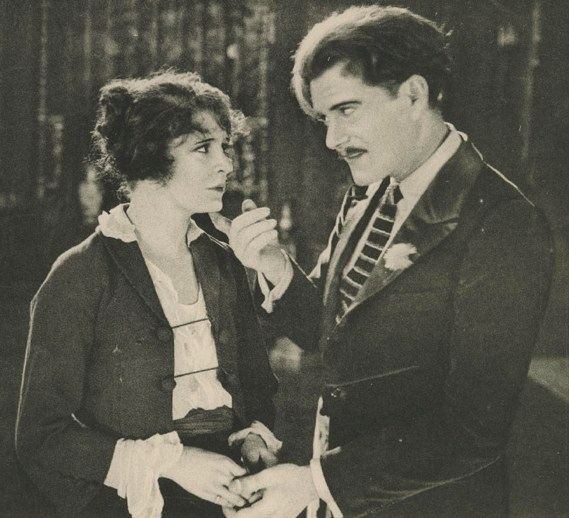
Con Alice Lake en Lombardi, Ltd. (1919)
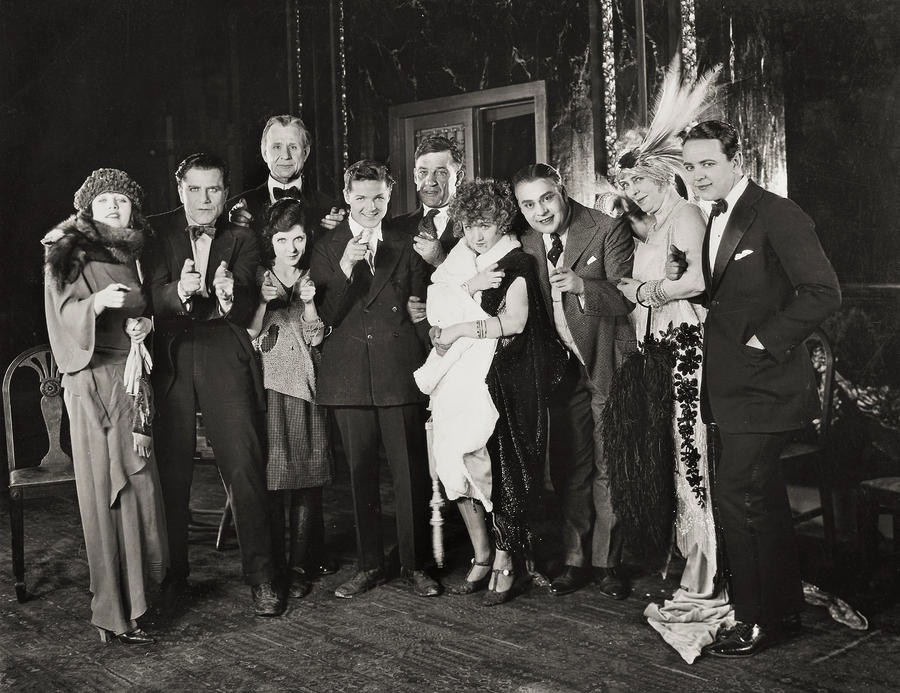
De izq. a der. : Betty Compson, Bert Lytell, Charles Ogle, May McAvoy, Gareth Hughes, Walter Long, Kathleen Clifford, Jed Prouty, Mayme Kelso y Robert Agnew, en Kick In (1922)
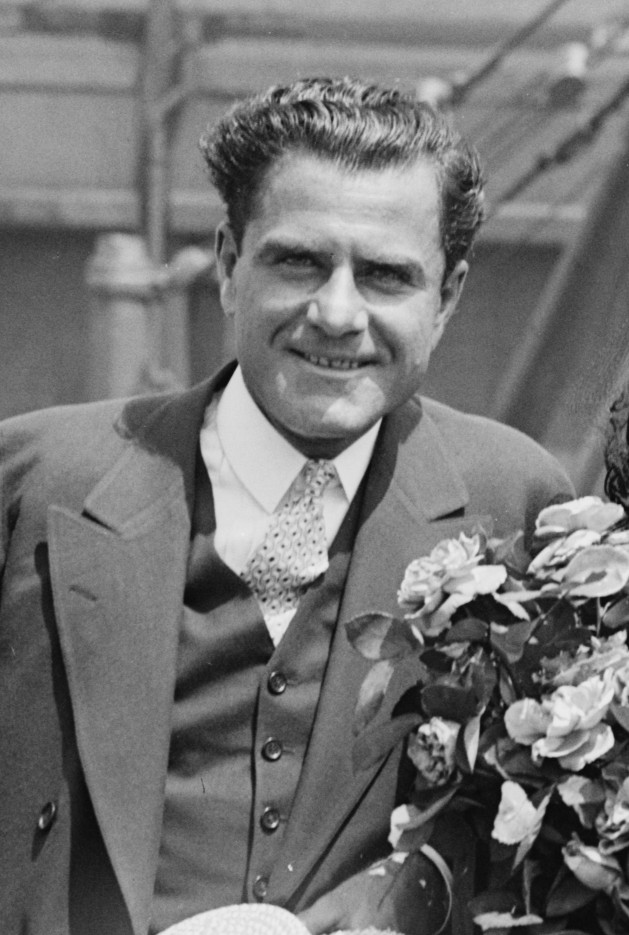
Lytell en 1924